# Weizmann Women in Science Award
Der Weizmann Women in Science Award ist ein alle zwei Jahre seit 1994 vergebener Preis für international renommierte weibliche Wissenschaftlerinnen, die sowohl bedeutende Leistungen in ihrem Forschungsgebiet erbrachten als auch allgemein für die wissenschaftliche Gemeinschaft. Er wird vom Weizmann-Institut verliehen (ursprünglich von dessen amerikanischem Komitee) und ist mit 25.000 Dollar Forschungsgeldern dotiert. Die Preisträgerin wird an das Weizmann-Institut eingeladen für die Preisverleihung und eine Vorlesung.
Der Preis will Frauen in der Wissenschaft fördern und Rollenmodelle bekannt machen, die die nächste Generation von Frauen in den Wissenschaften inspirieren.

## Preisträger
- 1994 Joan Argetsinger Steitz, Professorin für Biophysik und Biochemie an der Yale University
- 1996 Vera Rubin, Astronomie, Entdeckerin der Dunklen Materie
- 1998 Jacqueline K. Barton, Chemie, Professorin am Caltech
- 2000 Carla J. Shatz, Neurobiologin, Harvard Medical School, Mildred Dresselhaus, Physikerin, MIT, letztere erhielt den Millennial Lifetime Achievement Award
- 2002 Susan Solomon, Meteorologie, National Oceanic and Atmospheric Administration
- 2004 May Berenbaum, Entomologin, University of Illinois at Urbana-Champaign
- 2006 Mary-Claire King, Krebsforscherin, University of Washington
- 2008 Elizabeth Blackburn, Molekularbiologin, University of California in San Francisco, Nobelpreisträgerin.
- 2011 Catherine Bréchignac, Physikerin, ehemalige Präsidentin des CNRS
- 2013 Susan M. Gasser, Molekularbiologin, Friedrich Miescher Institut für biomedizinische Forschung
- 2015 Barbara Liskov, Informatikerin, MIT, Turing-Preisträgerin
- 2017 Ursula Keller, Physikerin, ETH Zürich, Naomi Halas, Rice University (Plasmonik)
- 2019 Mina Bissell, Krebsforscherin (Mikroumgebung von Tumoren), Lawrence Berkeley National Laboratory, Nieng Yan, Molekularbiologin, Princeton University